# Majesty (gruppo musicale)
I Majesty (dal 2008 al 2011 noti come Metalforce) sono un gruppo musicale heavy metal del Baden-Württemberg (Germania).
Nati come emuli dei Manowar, si ispirano molto alla band epic metal nei testi e nelle musiche, tanto da definire il loro stile come “True Metal” (stessa idea musicale che i Manowar hanno di sé stessi).

## Formazione

### Formazione attuale
- Tarek Maghary – chitarra (1997-2003), voce e tastiere (1997-2008, 2011-presente)
- Emanuel Knorr – chitarra (2015-presente)
- Robin Hadamovsky – chitarra (2013-presente)
- Alex Voß – basso (2014-presente)
- Jan Raddatz – batteria (2007-2008, 2011-presente)

### Ex componenti
- Ingo Zadravec – batteria (1997-2000)
- Udo Keppner – chitarra (1997-2004)
- Markus Pruszydlo – tastiere (1997-1999)
- Martin Hehn – basso (1998-2004)
- Andreas Moll – tastiera (1999-2008)
- Michael Gräter – batteria (2000-2008)
- Rolf Munkes – chitarra solista (2003-2006)
- Marcus Bielenberg – basso (2004-2008)
- Björn Daigger – chitarra ritmica (2004-2008, 2011-2012)
- Christian Münzner – chitarra (2006-2008)
- Alex Palma – basso (2011-2013)
- Tristan Visser – chitarra (2011-2015)
- Carsten Kettering – basso (2013-2014)
- Freddy Shartl – basso (2009-2011)

### Collaborazioni
- Chris Heun – chitarra solista (nel live 2004)
- Ross the Boss – chitarra solista (nell'album Sword & Sorcery)

## Discografia

### Album in studio

#### Come Majesty
- 2000 – Keep It True
- 2002 – Sword & Sorcery
- 2003 – Reign In Glory
- 2006 – Hellforces
- 2013 – Thunder Rider
- 2013 – Banners High
- 2015 – Generation Steel
- 2017 – Rebels
- 2019 – Legends

#### Come Metalforce
- 2009 – Metalforce

### Album dal vivo
- 2004 – Metal Law

### Raccolte
- 2011 – Own the Crown

### EP
- 2006 – Sons of a New Millennium

## Videografia

### DVD
- 2012 – Shake the Ground